# ديفيد بلامر (لاعب كرة قدم)
ديفيد بلامر هو لاعب كرة قدم سويسري، ولد في 28 فبراير 1986 في سويسرا. شارك مع منتخب سويسرا تحت 21 سنة لكرة القدم. أما مع النوادي، فقد لعب مع نادي ثون ونادي غراسهوبر زيوريخ ونادي ويل.

## وصلات خارجية
- ديفيد بلامر على موقع قاعدة بيانات كرة القدم.إي يو (الإنجليزية)
- ديفيد بلامر على موقع عالم كرة القدم.نت (الإنجليزية)